# Poecilochroa
Poecilochroa är ett släkte av spindlar som beskrevs av Westring 1874. Poecilochroa ingår i familjen plattbuksspindlar.

## Dottertaxa tillPoecilochroa, i alfabetisk ordning[1][2]
- Poecilochroa albomaculata
- Poecilochroa alcala
- Poecilochroa anomala
- Poecilochroa antineae
- Poecilochroa barmani
- Poecilochroa behni
- Poecilochroa bifasciata
- Poecilochroa capensis
- Poecilochroa carinata
- Poecilochroa dayamibrookiana
- Poecilochroa devendrai
- Poecilochroa faradjensis
- Poecilochroa furcata
- Poecilochroa golan
- Poecilochroa haplostyla
- Poecilochroa hungarica
- Poecilochroa incompta
- Poecilochroa insularis
- Poecilochroa involuta
- Poecilochroa joreungensis
- Poecilochroa latefasciata
- Poecilochroa loricata
- Poecilochroa malagassa
- Poecilochroa parangunifasciata
- Poecilochroa patricia
- Poecilochroa pauciaculeis
- Poecilochroa perversa
- Poecilochroa phyllobia
- Poecilochroa pugnax
- Poecilochroa rollini
- Poecilochroa sedula
- Poecilochroa senilis
- Poecilochroa taborensis
- Poecilochroa taeguensis
- Poecilochroa tescorum
- Poecilochroa tikaderi
- Poecilochroa trifasciata
- Poecilochroa variana
- Poecilochroa viduata
- Poecilochroa vittata